# Флаг Марфина
Флаг внутригородского муниципального образования муниципальный округ Ма́рфино в Северо-Восточном административном округе города Москвы Российской Федерации.
Первоначально данный флаг был утверждён 18 мая 2004 года решением муниципального собрания муниципального образования Марфино № МС/3-3 как флаг муниципального образования Марфино.
Законом города Москвы от 11 апреля 2012 года № 11, муниципальное образование Марфино было преобразовано в муниципальный округ Марфино.
Решением Совета депутатов муниципального округа Марфино от 29 февраля 2016 года № СД/4-8, данный флаг был утверждён флагом муниципального округа Марфино.

## Описание
Редакция 2004 года
«Флаг муниципального образования Марфино представляет собой двустороннее, прямоугольное полотнище с соотношением сторон 2:3.
Полотнище разделено диагонально из верхнего угла, прилегающего к древку, на верхнюю зелёную и нижнюю голубую части.
В центре полотнища помещено изображение берёзового листа, наклонённого от древка. Берёзовый лист разделён на обращённую к древку белую и жёлтую части. Габаритные размеры изображения составляют 3/10 длины и 1/2 ширины полотнища.
Между изображением берёзового листа и верхним, прилегающим к древку углом полотнища помещено изображение жёлтого знака интеграла, между изображением берёзового листа и нижним, противоположным древку углом полотнища — изображение белого знака интеграла».
Редакция 2016 года
«Прямоугольное двухстороннее полотнище с отношением ширины к длине 2:3, воспроизводящее композицию герба муниципального округа Марфино, выполненную зелёным, синим, белым и жёлтым цветом».
Геральдическое описание герба муниципального округа Марфино гласит: «Зелёное и лазоревое поле разделено фигурной перевязью, составленной из рассечённого серебром и золотом берёзового листа, положенного в левую перевязь, между вписанными, уширенными в середине и закрученными на концах навстречу ходу солнца отрезками нити, вверху — золотым, а внизу — серебряным».

## Обоснование символики
Лист березы совместно с отрезками нитей, выложенными в виде знака интеграла, символизируют нахождение на территории муниципального образования ведущего научного учреждения в области исследования растений — Института физиологии растений им. К. А. Тимирязева.
Зелёное поле символизирует леса, произраставшие в Марфино. Голубое поле символизирует память о прудах и речке Каменке, ныне исчезнувшей в подземной трубе.
Зелёный цвет символизирует весну и природу, здоровье, молодость и надежду.
Голубой цвет (лазурь) — символ возвышенных устремлений, искренности, преданности, возрождения.
Белый цвет (серебро) — символ чистоты, открытости, божественной мудрости, примирения.
Жёлтый цвет (золото) — символ высшей ценности, величия, богатства.